# Клыков, Александр Михайлович
Алекса́ндр Миха́йлович Клыков (19 августа 1875 — 7 января 1951, Сиэтл, Вашингтон) — русский морской офицер, участник Первой мировой войны и  Гражданской войны в составе Белого флота.  Контр-адмирал (1919).

## Биография
В 1894 году закончил Морской кадетский корпус. С 1907 по 1909 год — старший офицер канонерской лодки «Запорожец». В 1913—1915 годах командир эскадренного миноносца «Лейтенант Шестаков», капитан 2-го ранга. В 1916—1917 годах командовал линкорами «Ростислав» и «Императрица Екатерина Великая». В августе 1917 года назначен командующим 1-й бригадой линейных кораблей Черноморского флота. В ходе Гражданской войны служил в Белом флоте на Чёрном море, командовал Новороссийским портом, позднее старший морской начальник в Евпатории. В 1921 году эвакуировался в Константинополь, затем переехал во Францию, жил в Париже. В 1949 году переехал в США. Скончался в Сиэтле, похоронен на православном кладбище Святого Николая.

## Награды
- Орден Святого Станислава 3-й степени (17.04.1905);
- Орден Святого Станислава 2-й степени (06.12.1909);
- Орден Святой Анны 2-й степени (06.12.1913);
- Мечи к ордену Святой Анны 2-й степени (29.01.1915, утв. 23.02.1915) За храбрость, отличное мужество и распорядительность, проявленные при исполнении у неприятельских берегов секретной боевой задачи 8-го декабря и уничтожении каботажных судов в бухте Сурмене 26-го декабря 1914 года.
- Орден Святого Владимира 4-й степени с бантом (22.09.1915) за совершение восемнадцати шестимесячных морских кампаний и бытность в сражениях.
- Мечи к ордену Святого Владимира 4-й степени (утв. 18.04.1916);
- Орден Святого Владимира 3-й степени с мечами (13.06.1916);
- Георгиевское оружие (приказ КФЧМ № 627 от 02.07.1916, ВП по Морскому ведомству 03.08.1916) За то, что в боевой операции 3-го апреля сего года доблестно и самоотверженно, с явной для себя опасностью, подойдя с частью вверенного ему дивизиона эскадренных миноносцев на близкое расстояние к неприятельской батарее, действовавшей по нашим войскам, переходящим через реку Дрону, открыл артиллерийский огонь с миноносцев, принудивши батарею к молчанию, чем дал возможность правому флангу Приморского отряда занять позицию, очищенную неприятелем, отступившим к Трапезунду.
- Орден Османие 3-й степени (разр. 10.12.1907) (Турция)
- Орден Звезды Румынии командорский крест (разр. 13.02.1912) (Румыния).